# Фахрудин Омеровић
Фахрудин Омеровић (Добој, 26. август 1961) је бивши југословенски и босанскохерцеговачки фудбалски голман. Бранио је у неколико различитих фудбалских клубова, од којих су најпознатији Партизан и Слобода.

## Клупска каријера
Омеровић је каријеру почео у Слоги из Добоја након чега је прешао у Слободу из Тузле. У Слободи је провео четири сезоне да би 1984. године прешао у београдски Партизан.
Омеровић је дошао у Партизан као замена за Ранка Стојића, који је те године прешао у загребачки Динамо. Провео је наредних осам година у клубу, са изузетком сезоне коју је провео у ЈНА. У прве три сезоне након доласка у клуб, Омеровић је пропустио само једну једину првенствену утакмицу, и то у првој сезони.
Омеровић је у својој другој и трећој сезони у Партизану (1985/86. и 1986/87) освојио титуле шампиона, а наредну, 1987/88, је провео у војсци. Те сезоне Партизан је заузео друго место у првенству, да би наредне, по повратку Омеровића из војске, освојили и Куп Југославије. Још три године је Омеровић бранио за Партизан, а у оној последњој (1991/92), још једном ће освојити домаћи куп и тако се са трофејом опростити од клуба за који је наступао пуних осам година, на укупно 266 такмичарских утакмица.
Из Партизана је 1992. отишао у турски Коџаелиспор, где је провео три и по сезоне, да би наредне две и по бранио за Истанбулспор, у коме је 1998. године завршио играчку каријеру.

## Репрезентација

### Југославија
Омеровић је бранио боје две националне репрезентације, југословенске и босанскохерцеговачке.
За Југославију је у периоду од 1989. до 1992. године бранио на укупно осам утакмица. Свој репрезентативни деби, Омеровић, је имао 27. маја 1989. године на пријатељској утакмици против Белгије у Бриселу, где је ушао у другом полувремену као замена Томиславу Ивковићу, дотадашњем стандардном голману репрезентације.
Омеровић је био члан репрезентације Југославије која је играла на Светском првенству 1990. које је одржано у Италији. Пошто је у то време Ивковић био стандардни голман, Омеровић није имао прилике да брани ни на једној утакмици првенства.

### Босна и Херцеговина
За репрезентацију Босне и Херцеговине, Омеровић је бранио на три утакмице, све су биле игране током 1996. године. Једна је била пријатељска утакмица, против Албаније а две утакмице су биле у оквиру квалификација за Светско првенство 1998, против Хрватске и против Грчке. Против Албаније резултат је био нерешен 0:0 док је друге две утакмице БиХ изгубила.

## Пост играчка каријера
Омеровић је након завршетка каријере остао да живи у Турској где ради као тренер голмана. Прво је радио заједно са Сафетом Сушићем и турским тренером Ајкутом, а касније је и самостално водио неке турске клубове. Од познатијих турских клубова је водио, са Ајкутом или самостално, ФК Истанбулспор, ФК Малатијаспор и ФК Анкараспор.